# مارسل هلر
مارسل هلر (انگلیسی: Marcel Heller؛ زادهٔ ۱۲ فوریهٔ ۱۹۸۶) بازیکن فوتبال اهل آلمان است.
از باشگاه‌هایی که در آن بازی کرده‌است می‌توان به باشگاه فوتبال دارمشتات ۹۸، باشگاه فوتبال دینامو درسدن، اشپورت فقاند زیگن، باشگاه فوتبال آلمانیا آخن، باشگاه فوتبال آینتراخت فرانکفورت، و باشگاه فوتبال دویسبورگ اشاره کرد.
وی همچنین در تیم ملی فوتبال زیر ۲۱ سال آلمان بازی کرده‌است.